# The Trial (Lied)
The Trial ist ein Titel der britischen Rockband Pink Floyd aus dem 1979 veröffentlichten Konzeptalbum The Wall.

## Inhalt
The Trial stellt den Höhepunkt des Albums dar.
Nachdem Pink – zum Schutz vor Sozialkontakten – um sich eine imaginäre Mauer errichtet hat, kann er seine Gefühle nicht länger unterdrücken und klagt sich vor Gericht an. Der Staatsanwalt beschuldigt Pink, menschliche Gefühle gezeigt zu haben, was im vorherigen Lied Stop der Fall gewesen war. Als Zeugen ruft er die drei Menschen auf, die Pink in seinem Leben näher standen als andere: einen Schulmeister, Pinks Exfrau und dessen überängstliche Mutter.
Der Schulmeister meint, er habe schon immer gewusst, dass es mit Pink kein gutes Ende nehmen würde. Es läge nur an den Künstlern und Weltverbesserern, dass er noch frei herumlaufe.
Darauf folgt der Refrain aus der Sicht von Pink selbst, in dem er sich als verrückt bezeichnet.
Pinks Exfrau singt, sie sei froh, dass er hinter Gitter komme und hofft, dass „sie den Schlüssel wegwerfen“. Sie meint, er hätte mehr Zeit mit ihr verbringen müssen, deswegen habe sie ihn hintergangen.
Pinks Mutter will nur, dass ihr Sohn zu ihr zurückkommt, wodurch der Hörer indirekt merkt, dass sie nie wollte, dass Pink erwachsen wird.
Darauf ertönt erneut Pinks Refrain. Er meint, es müsste einen Weg geben, sich aus der Mauer zu befreien, da er dort auch irgendwie hereingekommen ist.
Das Schlusswort hat der Richter. Er meint, er habe in seiner langen Laufbahn noch nie so einen heftigen Fall gesehen. Als Strafe soll Pink die schützende Mauer einreißen – was mit dessen Absicht übereinstimmt.

## Musik
Die Melodie des Liedes und der Gesang gleichen mehr einer Operette als einem Rocksong.
Für die verschiedenen Charaktere benutzt Roger Waters verschiedene Akzente. Für den Staatsanwalt und den Richter verwendet Waters den britischen Oberklassen-Dialekt, für den Schulmeister einen schottischen Akzent und für die Mutter einen nordenglischen Akzent.
Während der Strophe des Richters wird das Leitmotiv des Albums von Gilmour gespielt.

## Besetzung
- Roger Waters – Gesang, Bass
- David Gilmour – Gitarre
- Nick Mason – Schlagzeug
- Richard Wright – Keyboard